# همی‌سلولز

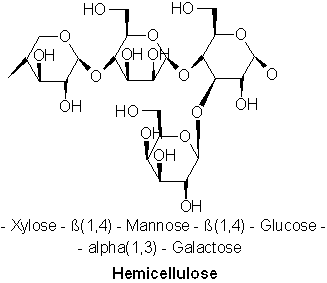
نگاره‌ای از ساختار فرضی رایج همی‌سلولز

همی‌سلولز (به انگلیسی: Hemicellulose) هرگونه بسپار ناهمگنی است که به همراه سلولز در دیواره سلولی گیاهان حضور دارد. در حالی که سلولز بلوری، قوی و مقاوم در برابر آبکافت است، همی‌سلولز، ساختار بی‌شکل و تصادفی با استحکام کمی دارد که به راحتی توسط اسید رقیق، و همچنین آنزیم‌های بی‌شماری هیدرولیز می‌شود. همچنین همی‌سلولز بر خلاف سلولز دارای زنجیره‌های کوتاه‌تری (۵۰۰ تا ۳۰۰۰ در مقایسه با ۷۰۰۰ تا ۱۵۰۰۰ واحد سلولز) است که دارای شاخه هستند. در ساختار دیواره یاخته در گیاهان همی‌سلولز توسط پکتین به سلولوز متصل می‌شود که سبب ایجاد الیاف‌های مرتبط متقابلی می‌شوند.

نگاره‌ای از ساختار دیواره سلول گیاهان که در آن همی‌سلولز به رنگ سبز نمایش داده شده‌است.